# Бой (князь)
Бой (Bous) — легендарный рутенский князь, сын Одина и Ринды, согласно Саксону Грамматику.

## Основные сведения
Согласно сюжету Готер легендарный правитель Дании был повинен в смерти Бальдура, сына Фригг и Одина. Боги выбрали мстителем за Бальдура другого сына Одина, рождённого Риндой, дочерью короля рутенов (Rinda Rutenorum regis filia). Гибель Готера предсказал прорицатель Ростиоф Финн. Один, получив такое предсказание, отправился ко двору короля рутенов, чтобы добиться благосклонности его дочери. Однако, несмотря на все ухищрения Одина (он представлялся сначала знатным воином, потом искусным ремесленником, потом просто храбрым воином), Ринда трижды отвергала его. Тогда Один переоделся женщиной и выдал себя за целительницу, и когда Ринда заболела, он под видом целительницы проник к ней и обманом овладел, пользуясь её беспомощностью. За этот недостойный поступок Один был "разжалован" и изгнан асами на 10 лет.

Вскоре у Ринды родился сын Бой. Когда Один вернул себе главенство над асами, Бой подрос и "посвятил себя ратным трудам". Тогда Один позвал сына к себе и напомнил ему о гибели его брата Бальдура, а также уверял, что 
"отомстить убийцам Бальдера куда лучше, чем притеснять ни в чём не повинных людей, и что война становится более лёгкой и успешной, если справедливым поводом для её начала стало законное право на месть."
Спустя некоторое время Готер получил предсказание, что ему суждено погибнуть. Тогда он поставил королём данов своего сына Рорика, а сам отправился на войну с Боем. В военном столкновении даны были разбиты, Готер погиб согласно предсказанию. Но и Бой был тяжело ранен, и его воины на щите донесли до дома, где он вскоре умер от ран. Рутены устроили ему пышные похороны, и насыпали на могиле большой курган, «дабы не исчезло в памяти потомков, воспоминание о таком славном юноше.»

## Князь Бой в историографии
Средневековые историки относили эти события к древним временам, как например, в изложении Иоанна Магнуса или Якоба Рейтенфельса: 
В 3174 году от сотворения мира Боус, начальник рутенов, успешно воевал с Готером, царем шведским, и вся Финляндия тогда перешла к русским, но Родерик, сын Готера, снова подчинил русских себе.
Исследователи отмечают, что сообщение Саксона Грамматика о Бое соответствует сюжету о боге Вали, сыне Одина в эддической мифологии.
Историк С. В. Алексеев сопоставляет легенду о рутенском князе Бое с белорусским мифом о князе Бое (Бае), видя в нём одно из божеств загробного мира древних кривичей, а имя персонажа предполагает балтским эпитетом Велса вроде лит. bajus «страшный». По мнению С. В. Алексеева, источником предания о Бое для Саксона мог быть кто-то из окружения Софии Датской, предположительно минской княжны, ставшей королевой Дании в третьей четверти XII века.